# Alvaro Cardin
Alvaro Cardin (Pordenone, 20 aprile 1936) è un politico italiano.

## Biografia
Esponente della Democrazia Cristiana, di professione giornalista pubblicista, è stato per molti anni consigliere comunale a Pordenone, ricoprendo anche la carica di assessore. Dal 1983 al 1993 è stato sindaco di Pordenone. Nuovamente candidato a sindaco nel 2001 con una lista civica di centro, è eletto consigliere ed è stato fino al 10 aprile 2006 presidente del consiglio comunale.
Dal 1967 al 1983 è stato presidente dell'associazione culturale ProPordenone. Nel febbraio 2020 è nominato presidente dell'Accademia San Marco di Pordenone.